# Муртаз Даушвілі
Мурта́з Даушві́лі (груз. მურთაზ დაუშვილი, нар. 1 травня 1989, Тбілісі) — грузинський футболіст, півзахисник угорського клубу «Діошдьйор».
Насамперед відомий виступами за клуб «Зестафоні», а також національну збірну Грузії.

## Клубна кар'єра
У дорослому футболі дебютував 2005 року виступами за команду клубу «Зестафоні», в якій провів сім сезонів, взявши участь у 128 матчах чемпіонату.
У січні 2012 року приєднався до «Львова», але через те, що команда виступала у першій лізі, в якій заборонена участь легіонерів, Даушвілі відразу був переданий в оренду до складу клубу «Карпати», за які до кінця сезону встиг відіграти за «зелено-білих» 9 матчів в національному чемпіонаті.
Улітку 2012 року «Львів» було розформовано і Муртаз приєднався до «Карпат» на повноцінній основі. На початку травня 2016 року залишив львівський клуб, отримавши статус вільного агента.
На початку липня 2016 року було повідомлено, що Даушвілі став гравцем ізраїльського клубу «Бней-Сахнін», але зрештою він приєднався до угорського «Діошдьйора», підписавши дворічний контракт.

## Виступи за збірну
У 2008 році дебютував в офіційних матчах у складі національної збірної Грузії. Наразі провів у формі головної команди країни 28 матчів.

## Досягнення
- Чемпіон Грузії: 2010/11
- Володар кубка Грузії: 2007/08
- Володар суперкубка Грузії: 2011
- Володар Кубка Кіпру:  2020/21